# Via Boccacanale di Santo Stefano
Via Boccacanale di Santo Stefano, a Ferrara, ha origini medievali ed inizialmente non era percorribile come in tempi recenti perché sul suo percorso scorreva un canale.

## Storia
Verso la fine del X secolo in questa parte della città esisteva un corso d'acqua che oltre a svolgere la funzione di canale di scolo era anche una via di comunicazione fluviale, arrivando a sfociare ne Po. I caratteristici portici che ancora si possono osservare sul lato occidentale anticamente fungevano da punto di approdo e di accesso ai depositi per le merci. 

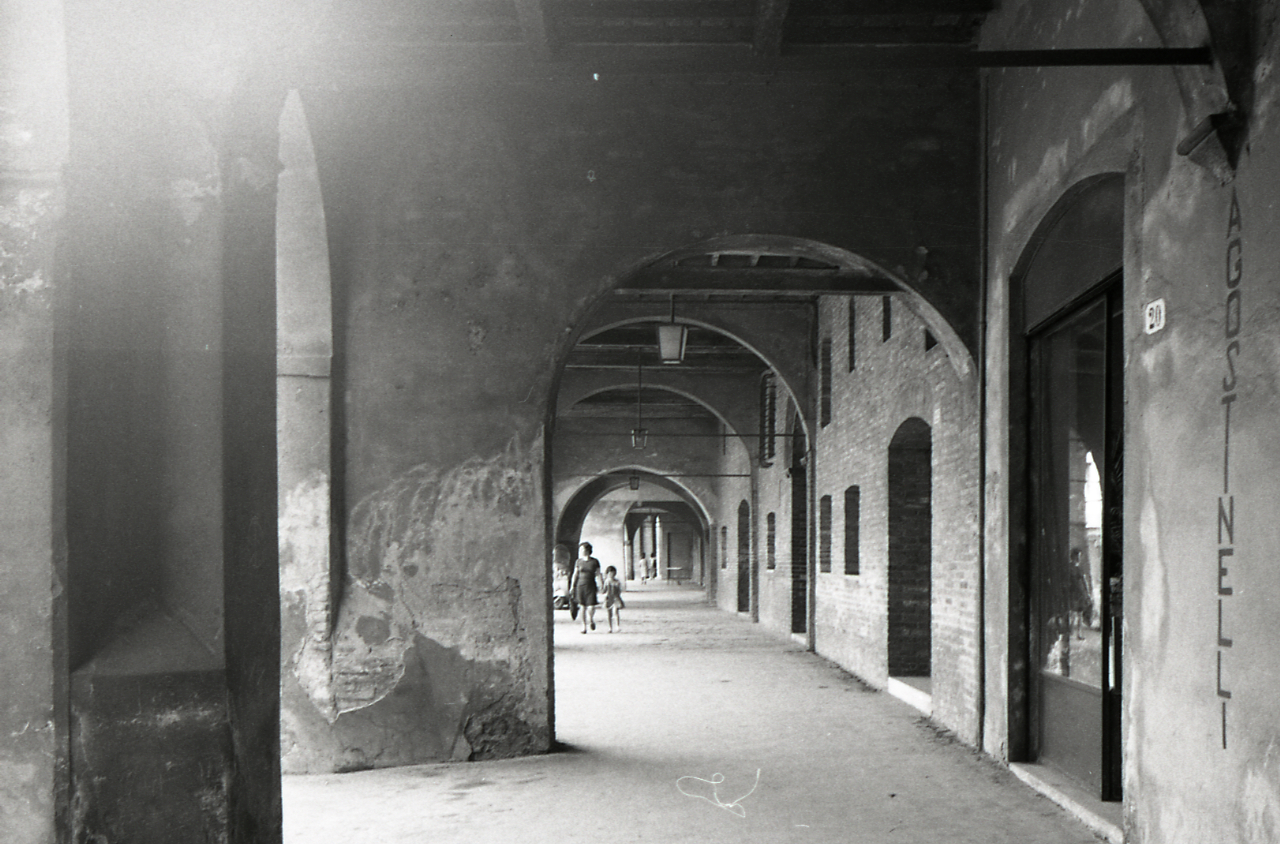
In portici della via in un'immagine di Paolo Monti del 1974.

Quando successivamente il canale venne interrato e divenne quindi una via percorribile con mezzi terrestri questa rimase a lungo molto stretta sino a quando col ducato di Alfonso I d'Este, attorno al 1524, fu oggetto di un importante intervento per allargarla e renderla più rettilinea.

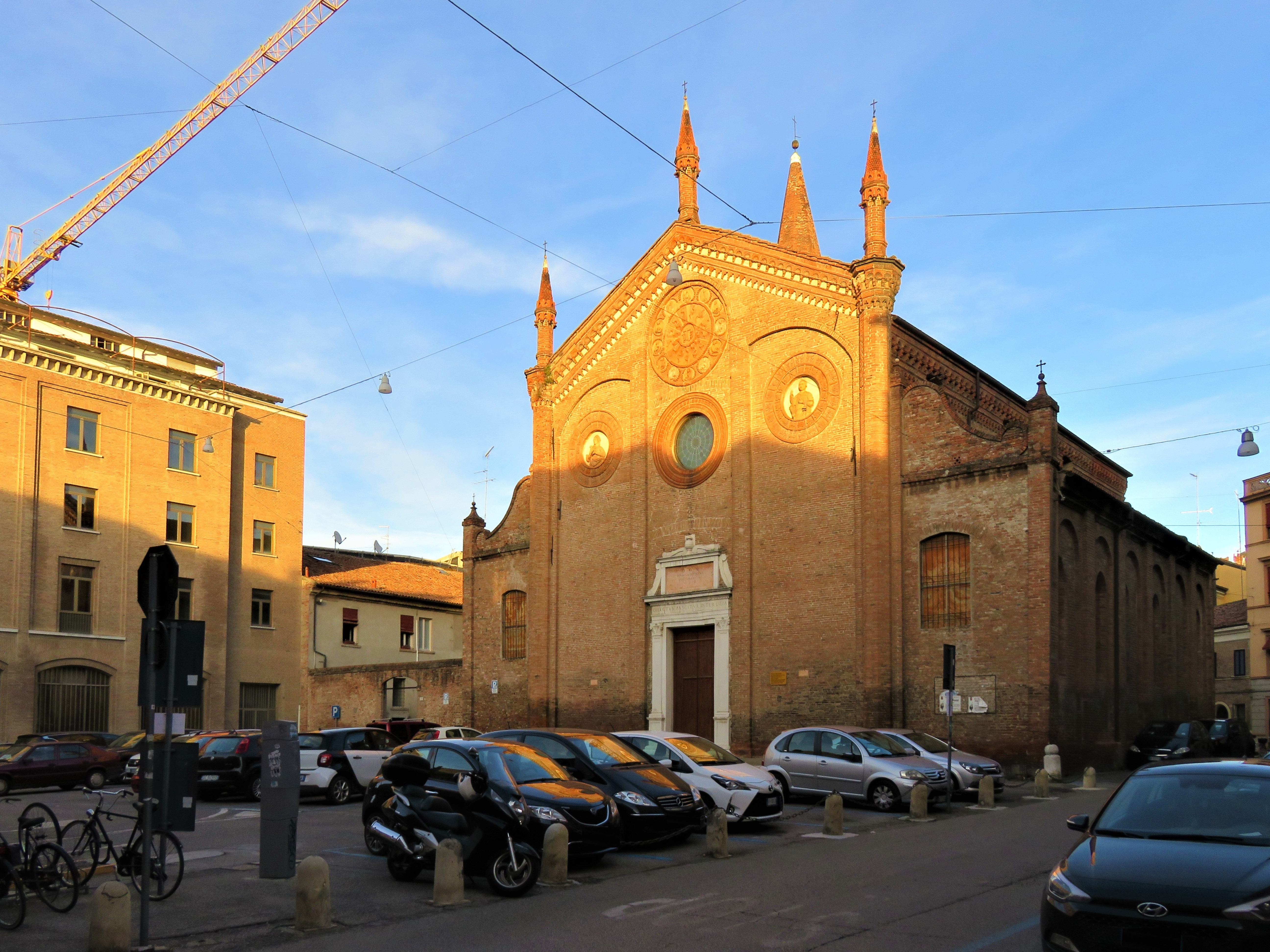
Chiesa di Santo Stefano e piazzetta Saint'Etienne.

### Origini del nome
Il suo primo nome fu Boccacanale poiché corrispondeva in un tratto all'imboccatura di un antico scorsuro (canale di scolo superficiale prima dell'interramento con il sistema fognario). Prese poi il nome di Santo Stefano per la presenza, nel suo tratto più settentrionale, dell'omonima chiesa.

## Luoghi d'interesse
- Casa Giorgio Cini. Istituto di cultura.[4][5][2]
- Chiesa di Santo Stefano. La chiesa, una delle più antiche di Ferrara, rimasta a lungo inagibile dopo il terremoto dell'Emilia del 2012 e dal 2019, viene utilizzata per le funzioni religiose in luogo della cattedrale di San Giorgio chiusa per lavori.[6][2]
- Piazzetta Saint'Etienne, davanti alla Chiesa di Santo Stefano e dalla quale si accede facilmente al vicino storico vicolo dei Duelli.
- Incrocio con via Capo delle Volte, una delle vie medievali più caratteristiche di Ferrara, dalla quale, dopo l'incontro con corso Porta Reno, inizia la più nota via delle Volte.
- Portici sul lato occidentale della via, iniziano subito dopo il mercato coperto, all'incrocio con via Centoversuri, e terminano poco prima dell'incrocio con via capo delle Volte.
- Casa natale di Gaetano Ungarelli. Ungarelli fu imprigionato dagli austriaci nella fortezza e condannato a morte nel 1852. In seguito la sua pena venne trasformata in detenzione e, alla sua liberazione, partì volontario con le truppe piemontesi e cadde a Milazzo nel 1860.[7][8]